# Liste du patrimoine immobilier classé de Tintigny
Cette page regroupe l'ensemble du patrimoine immobilier classé de la commune belge de Tintigny.
| Objet | Année de construction / Architecte | Adresse | Section communale | Coordonnées                      | Numéro d’inventaire | Illustration                                          |
| --- | ---------------------------------- | ------- | ----------------- | -------------------------------- | ------------------- | ----------------------------------------------------- |
| Ensemble formé par la Cranière de Lahage                                                                                   |                                    |         | Bellefontaine     | 49° 38′ 04″ nord, 5° 28′ 52″ est | 85039-CLT-0001-01   | Image manquanteTéléverser                             |
| Vieux bras de la Semois (+ ETALLE/Sainte-Marie-sur-Semois)                                                                 |                                    |         |                   | 49° 41′ 17″ nord, 5° 33′ 05″ est | 85039-CLT-0003-01   | Image manquanteTéléverser                             |
| Église Notre-Dame de l'Assomption et mur d'enceinte du cimetière, à l'exception de la partie bordant l'escalier monumental |                                    |         |                   | 49° 41′ 02″ nord, 5° 30′ 51″ est | 85039-CLT-0004-01   | Église Notre-Dame de l’Assomption et mur du cimetière |
| Cimetière militaire dit de l'entrée de la forêt et ses abords                                                              |                                    |         |                   | 49° 43′ 45″ nord, 5° 28′ 48″ est | 85039-CLT-0008-01   | Image manquanteTéléverser                             |
| Cimetière militaire dit du plateau et ses abords                                                                           |                                    |         | Rossignol         | 49° 44′ 19″ nord, 5° 28′ 51″ est | 85039-CLT-0009-01   | Image manquanteTéléverser                             |
| Lavoir de Tintigny (annexe non comprise)                                                                                   |                                    |         |                   | 49° 41′ 38″ nord, 5° 31′ 14″ est | 85039-CLT-0010-01   | Image manquanteTéléverser                             |
| Lavoir situé au centre de Bellefontaine                                                                                    |                                    |         | Bellefontaine     | 49° 39′ 52″ nord, 5° 29′ 46″ est | 85039-CLT-0012-01   | Lavoir situé au centre de Bellefontaine               |
| Étangs de la Soye (+ MEIX-DEVANT-VIRTON/Gérouville, La Soye)                                                               |                                    |         |                   | 49° 37′ 50″ nord, 5° 25′ 18″ est | 85039-CLT-0015-01   | Image manquanteTéléverser                             |